# ハンス・キュング

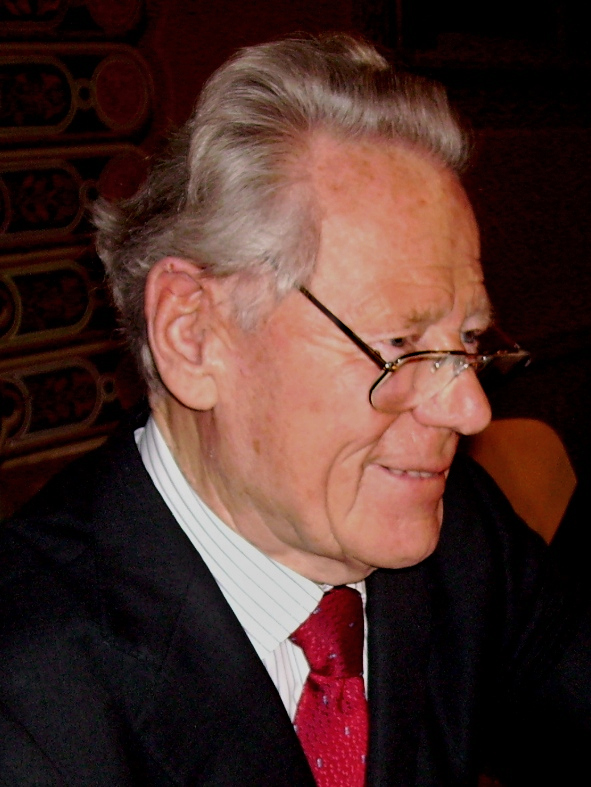
ハンス・キュング（2009年3月撮影）

ハンス・キュング（ドイツ語: Hans Küng、1928年3月19日 - 2021年4月6日 ）は、スイスのカトリック神学者。1970年にローマ教皇無謬論に異論を唱え論争を巻き起こし、この影響でカトリック神学を教えるための資格を剥奪された。ただしカトリック司祭ではあり続け、その役職については何の禁令も出されなかった。ハンス・キュンクとも表記される。

## 経歴
ローマのグレゴリアン大学で神学や哲学を学び、その後もパリのソルボンヌで学び続けた。1960年にドイツのテュービンゲンにあるエバーハルト・カール大学テュービンゲンの神学教授になった。この時に後の教皇ベネディクト16世となるヨーゼフ・ラッツィンガーと同僚になる。1960年代になって、キュングは改革的な立場を示し始め、離婚や人工中絶を支持した。1963年の訪米の際に彼は『教会と自由』という題名の公演を行っている。
1962年から1965年にかけて、教皇ヨハネ23世とパウロ6世とによって第2バチカン公会議が行われ、プロテスタントや正教会、マルクス主義との対話が推進された。公会議からほどなくしてローマ教皇無謬論に関する見解を表明し、論争を巻き起こすこととなった。1978年に当時は社会主義国だったポーランドからヨハネ・パウロ2世が選出され、教会が保守的な傾向を取り始めたので、キュングは梯子を外される格好になった。1979年にキュングはカトリック神学を教えるために必要な資格（ミシオ・カノニカ）を剥奪された。ただし、カトリック司祭ではあり続けている。その後、1996年にテュービンゲン大学を退職するまでエキュメニズム神学の教授となっている。1981年に3ヶ月間、キュングはシカゴ大学で客員教授を務めた。在米中にノートルダム大学に招待された。
第2バチカン公会議後、キュングは司祭の独身制が強制されていること、教会が信頼を喪失していること、女性司祭が禁止されていること、そしてローマ教皇庁がクレムリンのような状態になっているとして、教皇庁に対する批判を繰り返した。キュングはヨハネ・パウロ2世を一度もその名前で呼ばず、「教皇ボイティワ」と呼び続けた。ここに彼の怒りが込められている。2005年になってからもキュングはイタリアやドイツでヨハネ・パウロ2世について批判的な文章を発表した。この時にも彼は教皇をボイティワと呼んだ。
2005年9月26日、キュングはかつての同僚で教皇となっていたベネディクト16世とカステル・ガンドルフォにある教皇の邸宅で数時間会見した。この場で両者は教義上の問題についての議論は意味がないということで一致したものの、2009年、キュングはベネディクト16世が孤立しているため司祭の独身制などについて大胆な改革はできないと批判している。
2011年に引退後、テュービンゲン大学にてグローバル倫理財団(Global Ethic Foundation)の共同設立に加わった。
2021年4月6日にドイツのテュービンゲンで93歳で死去。

## 著作
- ゆるぎなき権威?
- キリスト教徒であることについて
- 中国宗教とキリスト教の対話（人間科学叢書）
- キリスト教と禅における歴史観の比較
- 神は存在するか
- キリスト教は女性をどう見てきたか

など。